# Godbäcktjärnen, Jämtland
Godbäcktjärnen är en sjö i Åre kommun i Jämtland och ingår i Nean-Vapstälvens kustområde. Sjöns area är 0,1 kvadratkilometer och den är belägen 520 meter över havet.